# Walter Krüger (legergeneraal)
Eugen Walter Krüger (Zeitz, 23 maart 1892 – Baden-Baden, 11 juli 1973) was een Duitse beroepsmilitair die zowel in de Eerste als de Tweede Wereldoorlog actief was. Zijn militaire loopbaan – hij diende bij de landmacht – duurde van 1910 tot 1945.

## Loopbaan
Tijdens laatstgenoemde oorlog maakte hij deel uit van het Heer (de landmacht van de Wehrmacht) en bracht het uiteindelijk als Generalleutnant (luitenant-generaal) tot generaal van de pantsertroepen (op 1 februari 1944 als zodanig benoemd). Hij leidde een drietal pantsereenheden: tot 1941 de 1. Schützen-Brigade, van 17 juli 1941 tot 31 december 1943 de 1. Panzer-Division (1e Pantserdivisie) en van 10 februari 1944 tot 25 maart 1945 het LVIII. Panzerkorps (58e Reserve-Pantserkorps).
Krüger kwam in actie bij de slag om Frankrijk in het voorjaar van 1940 en later aan het Oostfront, zowel bij Operatie Barbarossa (de inval in de Sovjet-Unie in juni 1941) als bij verscheidene daaropvolgende gevechtshandelingen, bijvoorbeeld Operatie Taifun (de slag om Moskou eind 1941). Vervolgens vocht hij tegen de westelijke geallieerden na hun landing in Normandië (Operatie Overlord) in juni 1944 en hun opmars naar Duitsland. Eind 1944, begin 1945 nam hij ook deel aan het Ardennenoffensief, het laatste grote offensief van de Duitsers.
In mei 1945 werd hij door Britse troepen gevangengenomen en overgedragen aan de Amerikaanse krijgsmacht. In 1947 werd hij vrijgelaten.

## Decoraties
Krüger heeft als militair diverse onderscheidingen ontvangen, zowel voor zijn verrichtingen in de Eerste als in de Tweede Wereldoorlog. De hoogste onderscheiding waarmee hij onderscheiden is, is het Ritterkreuz des Eisernen Kreuzes mit Eichenlaub (Ridderkruis van het IJzeren Kruis met Eikenloof) in de Tweede Wereldoorlog.
- Ridderkruis van het IJzeren Kruis met Eikenloof op 24 januari 1944 (nr. 373) als Generalleutnant en Commandant van de 1. Panzer-Division[1][6][7]
- Ridderkruis van het IJzeren Kruis op 15 juli 1941 als Generalmajor en Commandant van de 1. Schützen-Brigade[1][7][8]
- IJzeren Kruis 1914, 1e Klasse[7] (29 juli 1916)[9] en 2e Klasse[7] (9 oktober 1914)[9]
- Herhalingsgesp bij IJzeren Kruis 1939, 1e Klasse[7] (13 mei 1940)[9] en 2e Klasse[7] (12 mei 1940)[9]
- Medaille van de Orde van Sint-Hendrik
- Orde van Burgerlijke Verdienste (Saksen)
- Duits Kruis in goud op 27 augustus 1942 als Generalmajor en Commandant van de 1. Panzer-Division[1]
- Ridder der Eerste Klasse in de Albrechtsorde met Zwaarden
- Erekruis voor Frontstrijders in de Wereldoorlog
- Medaille Winterschlacht im Osten 1941/42
- Panzerkampfabzeichen[7]
- Kruis voor Militaire Verdienste (Oostenrijk-Hongarije)

## Militaire loopbaan
- Fahnenjunker: 7 maart 1910[1]
- Fähnrich: 7 november 1910[1]
- Leutnant: 18 augustus 1911
- Oberleutnant: 21 oktober 1915[1]
- Rittmeister: 1 augustus 1928[1]
- Major: 1 oktober 1931[1]
- Oberstleutnant: 1 oktober 1934[1]
- Oberst: 1 april 1937[1]
- Generalmajor: 1 april 1941[1][7]
- Generalleutnant: 1 oktober 1942[1][7]
- General der Panzertruppe: 1 februari 1944[1][7]

## Foto's

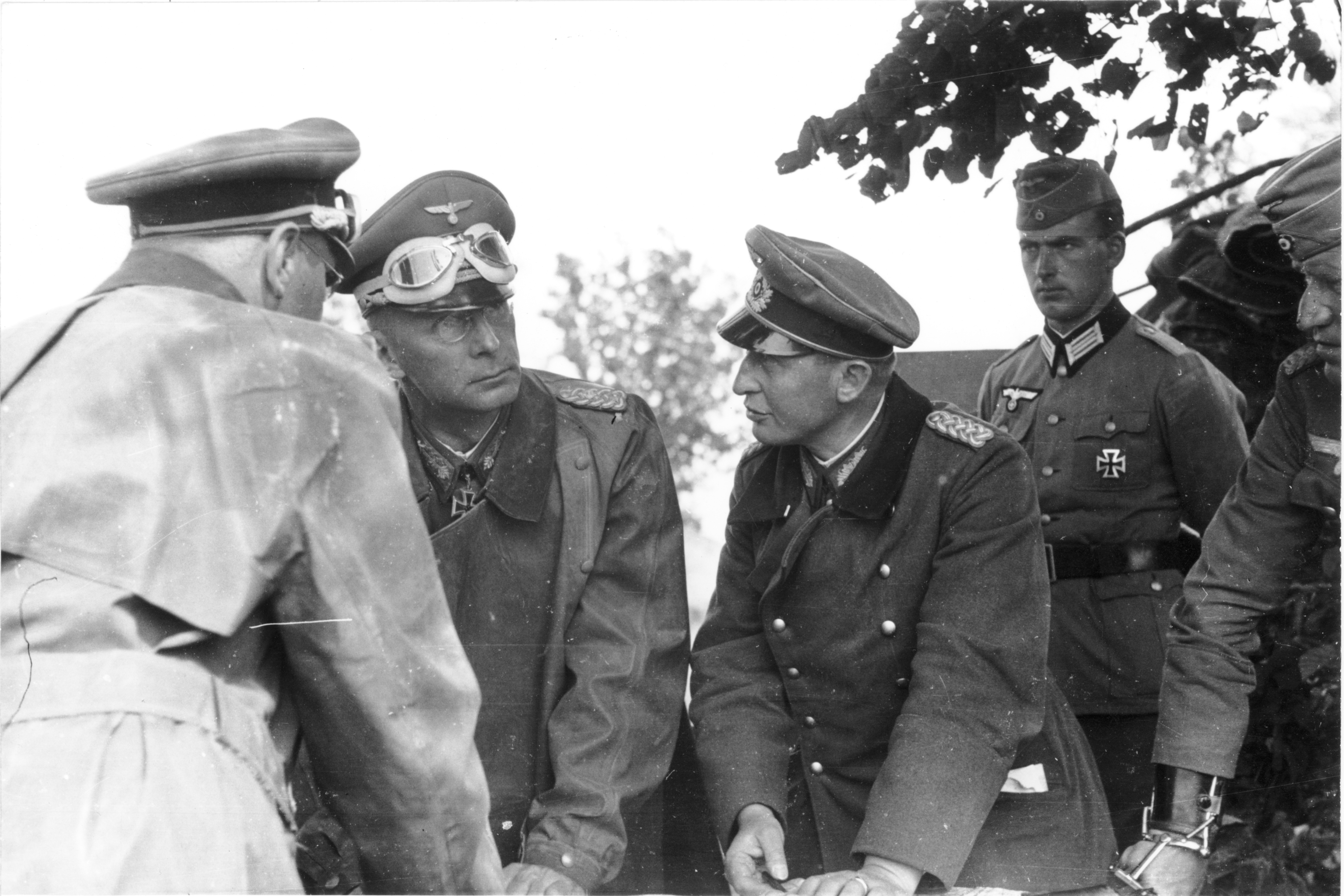
Krüger met naast hem generaal Georg-Hans Reinhardt (met bril) in Rusland (juni 1941)